# Винтертурская ратуша
Ратуша в городе Винтертуре (кантон Цюрих) — признанный шедевр Готфрида Земпера, одно из самых значительных произведений архитектурного историзма в Швейцарии.
В 1863 году городской совет Винтертура принял решение о строительстве особняка для резиденции. Монументальное здание из песчаника по проекту Готфрида Земпера было построено в 1865—1869 годах. В 1871 году площадь перед ратушей украсилась неоклассическим фонтаном архитектора Карла Вильгельма Баройса.
Здание ратуши четырёхэтажное. Центральный объём ратуши оформлен по образцу древнеримского храма с четырьмя коринфскими колоннами на фасаде, рустованном необработанным камнем. С улицы на уровень второго этажа ведёт выступающая лестница в классическом стиле. Фронтоны двускатной крыши венчают статуи древнегреческих богинь: с южной стороны — богини возмездия Немезиды, с северной — богини мудрости Афины; каждая в сопровождении двух грифонов по углам фронтона.
Бывший церковный зал ратуши с 1934 года используется как концертный.